# Sportradio Deutschland
Sportradio Deutschland (kurz: SRD) war ein Programm der Sportradio Deutschland GmbH, einer Tochter der Teutocast GmbH Leipzig. Als Geschäftsführer fungierten Erwin Linnenbach und Ulrich Müller. Der Sender war seit dem 29. Mai 2021 auf Sendung und wurde zum 31. Dezember 2022 eingestellt.

## Entstehung
Am 17. Dezember 2020 wurde bekannt gegeben, dass Sportradio Deutschland ab dem ersten Halbjahr 2021 bundesweit terrestrisch über den DAB+-Bundesmux der Antenne Deutschland sowie im Internet via Webstream verbreitet werden soll.
Als Programmchef wurde Alexander Fabian verpflichtet, welcher zuvor bei den Sportsendern Amazon Prime Video, 90elf und Sport1.FM gearbeitet hatte.
Am 27. Mai 2021 erfolgte die Aufschaltung im DAB+-Bundesmux der Antenne Deutschland. Das Regelprogramm begann am 29. Mai 2021 um 18:00 Uhr. Vom 4. Februar 2022 bis 12. Mai 2022 wurde zusätzlich der Ableger Sportradio NRW im DAB+-Landesmux auf Kanal 9D NRW ausgestrahlt. Diese Ausstrahlung endete zum 12. Mai 2022.
Am 20. Dezember 2022 wurde bekannt geben, dass Sportradio Deutschland seinen Sendebetrieb zum Jahresende 2022 einstellen wird.

## Programm
Unter anderem berichtete SRD über die 2021 ausgetragene Fußball-EM 2020 und die Olympischen Spiele in Tokyo. Nach eigenen Angaben deckt der Sender „die gesamte Palette des Sports ab: vom Spitzen- und Amateursport über Freizeit-, Fitness- und Gesundheitsthemen bis hin zu eSports“. Außerdem bestanden Partnerschaften mit der DFL Deutsche Fußball Liga sowie dem DFB.

## Empfang
Das bundesweite Programm war über den DAB+-Mux der Antenne Deutschland und auch über IP-Stream verbreitet.